# Wörthsee
Wörthsee är en kommun i Landkreis Starnberg i Regierungsbezirk Oberbayern i förbundslandet Bayern i Tyskland.
Kommunen bildades 1 januari 1972 genom en sammanslagning av kommunerna Steinebach am Wörthsee och Etterschlag.